# Liebig-Wöhler-Freundschaftspreis
Der Liebig-Wöhler-Freundschaftspreis war ein Preis für Chemiegeschichte, der von Nachfahren von Justus von Liebig gestiftet wurde (Wilhelm Lewicki und Loretta Lewicki) und durch die Göttinger Chemische Gesellschaft verliehen wurde. Er wurde seit 1994 vergeben und war zuletzt mit 1500 Euro dotiert. Außer nach Liebig ist er nach Friedrich Wöhler benannt, der mit Liebig befreundet war und ebenfalls einer der Begründer der Organischen Chemie war.
Ausgezeichnet wurden vornehmlich Arbeiten zu Justus von Liebig und seinen Schülern und seinem Umfeld.

## Preisträger
Jeweils mit offiziellen Begründungen, falls vorhanden:
- 1994: Emil Heuser, Leverkusen, Pat Munday, Butte Montana.
- 1995: William H. Brock, Leicester University, Mark Russell Finlay, Armstrong State College, Savannah Georgia.
- 1996: Regine Zott, Berlin, Frederic L. Holmes, Yale University
- 1997: Ursula Schling-Brodersen, Schriesheim/Mannheim, für ihre Dissertation Liebig und die landwirtschaftlichen Versuchsstationen und Elisabeth Vaupel vom Deutschen Museum, München, für ihre chemiegeschichtlichen Arbeiten über Liebigs Glasversilberung sowie ihre Beiträge zu Friedrich Wöhler und Sainte-Claire Deville.
- 1998: Ulrike Thomas, Mutterstadt, für ihre Dissertation Die Pharmazie im Spannungsfeld der Neuorientierung: Philipp Lorenz Geiger (1785-1836), Leben, Werk und Wirken – Eine Biographie, und postum an den Liebig-Forscher Carlo Paoloni, Mailand.
- 1999: Johannes Büttner, Isernhagen, für seine Untersuchungen zur Geschichte der klinischen Chemie, speziell im Zusammenhang mit Justus von Liebig und seinem Schüler von Johann Joseph von Scherer, und an Viktor A. Kritsman, Deutsches Museum München, für seine Forschungen zur Geschichte der russischen Chemiker des 19. Jahrhunderts und des Einflusses Justus von Liebigs auf seine russischen Schüler (Liebig, der Urgroßvater der russischen Chemiker).
- 2000: Martin Kirschke, Meine, für seine chemiehistorischen Arbeiten über den Lehrer von Liebig Karl Wilhelm Gottlob Kastner, und an Walter Botsch, Schwäbisch Gmünd, für seine Untersuchungen über den Begriff der Lebenskraft bei Justus von Liebig.
- 2001: Robin Keen, England, für seine erste englische Biographie von Friedrich Wöhler, und an Otto Krätz, Starnberg, für seine zahlreichen chemiehistorischen Publikationen und seine historischen, chemischen Experimental-Vorlesungen.
- 2002: Alan J. Rocke, USA für seine profunde Quellenkenntnis zu den deutschen Chemikern im Umfeld von Liebig, sowie für seine neuartige chemiehistorische Methodik, welche experimentelle Untersuchungen zum Bau und den Eigenschaften der historischen Instrumente einbezieht, und auf diese Weise Liebigs Elementaranalyse in neuem Licht erscheinen läßt.
- 2003: Stefan Ross, Essen, für die Veröffentlichung der hervorragend kommentierten Quellenedition zur Geschichte der Hochschulchemie und der chemischen Technologie des 19. Jahrhunderts mit dem Titel Carl Schmidt (1822-1894). Tagebuchaufzeichnungen, Briefe und wissenschaftliche Reiseberichte des Dorpater Chemikers Carl Schmidt aus den Jahren 1842-1881.
- 2004: Mel C. Usselman, Kanada, für Beiträge zur Chemiegeschichte und Liebig-Forschung
- 2005: Susanne Poth, Wiesbaden, für ihre Untersuchungen über den Liebig-Schüler Carl Remigius Fresenius.
- 2006: Christine Stock, Mainaschaff, für ihre Dissertation Robert Wilhelm Bunsens Korrespondenz vor dem Antritt der Heidelberger Professur (1852) – Kritische Edition.
- 2007: Jochen Haas, für seine Dissertation Vigantol – Adolf Windaus und die Geschichte des Vitamin D.
- 2008: Günther Beer, Göttingen, für seine wissenschaftlichen Arbeiten zur Chemiegeschichte.
- 2009: Christoph Meinel, Regensburg, für seine chemiegeschichtlichen Arbeiten zu Liebig und Wöhler.
- 2010: Horst Remane, Leipzig, für seine Beiträge zur Chemiegeschichte.
- 2012: Petra Renate Stumm, Lobbach, für ihre Arbeit über das Leben und Werk des Heidelberger Chemikers Leopold Gmelin.
- 2013: Neill Busse, Herborn, für seine Dissertation  Die chemische Elite. Das Netzwerk Justus Liebigs und seiner Schüler.
- 2014: Catherine Jackson, University of Wisconsin, Madison, für Beiträge zur Geschichte der organischen Chemie, speziell Synthetical Experiments and Alkaloid Analogues: Liebig, Hofmann and the origins of organic synthesis (Historical Studies in the Natural Sciences, Band 44, 2012, S. 319–363).[1]